# Anne d'Autriche (1601-1666)
Pour les articles homonymes, voir Anne d'Autriche.
Anne d'Autriche (en espagnol Ana María Mauricia de Austria y Austria),, infante d’Espagne, infante du Portugal, archiduchesse d’Autriche, princesse de Bourgogne et princesse des Pays-Bas, née le 22 septembre 1601 à Valladolid en Espagne et morte le 20 janvier 1666 à Paris d’un cancer du sein, est reine de France et de Navarre de 1615 à 1643 en tant qu’épouse de Louis XIII, puis régente de ces deux royaumes pendant la minorité de son fils Louis XIV (de 1643 à 1651). 
Fille du roi Philippe III (1578-1621), roi d’Espagne (1598-1621), et de l’archiduchesse Marguerite d'Autriche-Styrie (1584-1611), Anne d'Autriche est la mère de Louis XIV, le « roi Soleil », et de Philippe, duc d’Orléans.

## Enfance
Anne est l’aînée du couple royal espagnol. Contrairement à l’usage du temps qui prônait une séparation des enfants de leurs parents, Anne mène une vie calme et ordonnée, entourée de l’affection de sa famille. Elle reçoit le prénom Anne en souvenir de sa grand-mère, la reine Anne d'Autriche, quatrième épouse du roi Philippe II, ceux de Marie en l'honneur de la Vierge et Mauricia car elle est née le jour de la saint Maurice. Elle est baptisée le 7 octobre 1601 par l'archevêque de Tolède, Bernardo de Sandoval y Rojas. Son parrain est Ranuce Ier Farnèse, duc de Parme et sa marraine est Catalina de la Cerda, épouse du duc de Lerma, favori du roi Philipe III. Elle grandit au palais royal de l’Alcázar à Madrid où ses parents, très pieux, lui donnent une forte éducation religieuse. La jeune Anne visite des couvents et passe des journées entières penchée sur des reliques. Elle s’attache à ses frères et sœurs et plus particulièrement à Philippe (futur Philippe IV d’Espagne) et à Marie-Anne. Mais la famille royale espagnole subit un drame en 1611 : la reine Marguerite meurt subitement à l’âge de 26 ans en mettant au monde son huitième enfant. Malgré son chagrin, la jeune infante s’occupe de ses frères et sœurs, qui l’appellent « Maman ». Elle peut tout de même se reposer sur l’attention que lui porte le roi, son père.

## Un mariage politique

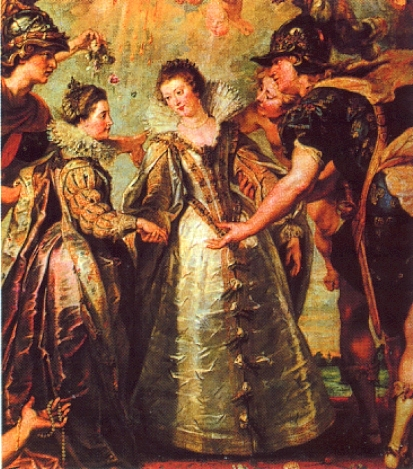
L'échange des princesses à la frontière pyrénéenne, Anne d'Autriche (à droite) épouse le roi de France, tandis que Élisabeth de France (à gauche) épouse le roi d'Espagne, par Pierre Paul Rubens, en 1622, musée du Louvre.

La Cour espagnole prend l'initiative de proposer le double mariage franco-espagnol. Henri IV, considérant les Habsbourg comme les ennemis héréditaires du royaume de France, tergiverse et songe plutôt à marier son héritier à Nicole de Lorraine, héritière des duchés de Lorraine et de Bar, ce qui donnerait naturellement pour frontières à la France le massif vosgien (sans parler de la riche production de sel). Mais à sa mort, sa veuve, Marie de Médicis, soutenue par le parti dévot, assume un retournement de politique, faisant de l'alliance espagnole un gage de paix entre les deux grandes puissances catholiques. De son côté Philippe III espère que la présence de sa fille à la Cour de France peut constituer un atout pour soutenir les intérêts de l'Espagne et donne à sa fille des instructions secrètes.
Fiancée à l'âge de dix ans, Anne épouse par procuration, le 18 octobre 1615 à Burgos, Louis XIII, roi de France et de Navarre ; lors de cette cérémonie, Louis XIII est représenté par le duc de Lerme. Le même jour, à Bordeaux, Élisabeth, sœur de Louis XIII, épouse par procuration l'infant Philippe, représenté par le duc de Guise. Les princesses ont ensuite été « échangées » à côté de l'île des Faisans, située sur la Bidassoa, près d'Hendaye. Le mariage en France d'Anne d'Autriche et Louis XIII est célébré à Bordeaux le 21 novembre 1615.
Bien que les jeunes mariés n'aient que quatorze ans, Marie de Médicis, alors régente, ne veut pas qu'on puisse remettre en question cette union et s'ingénie à ce que ce mariage soit immédiatement consommé, pour des raisons politiques. Cependant, du fait de l'inexpérience des mariés, la nuit de noces semble s'être assez mal passée.
Le jeune roi, ayant vécu cette nuit comme une véritable humiliation, en garda longtemps rancune à sa mère, et n'entretint plus avec son épouse de rapports charnels pendant les quatre années suivantes, lui rendant néanmoins visite matin et soir, comme le voulait la coutume de l'époque.

## L'épouse espagnole

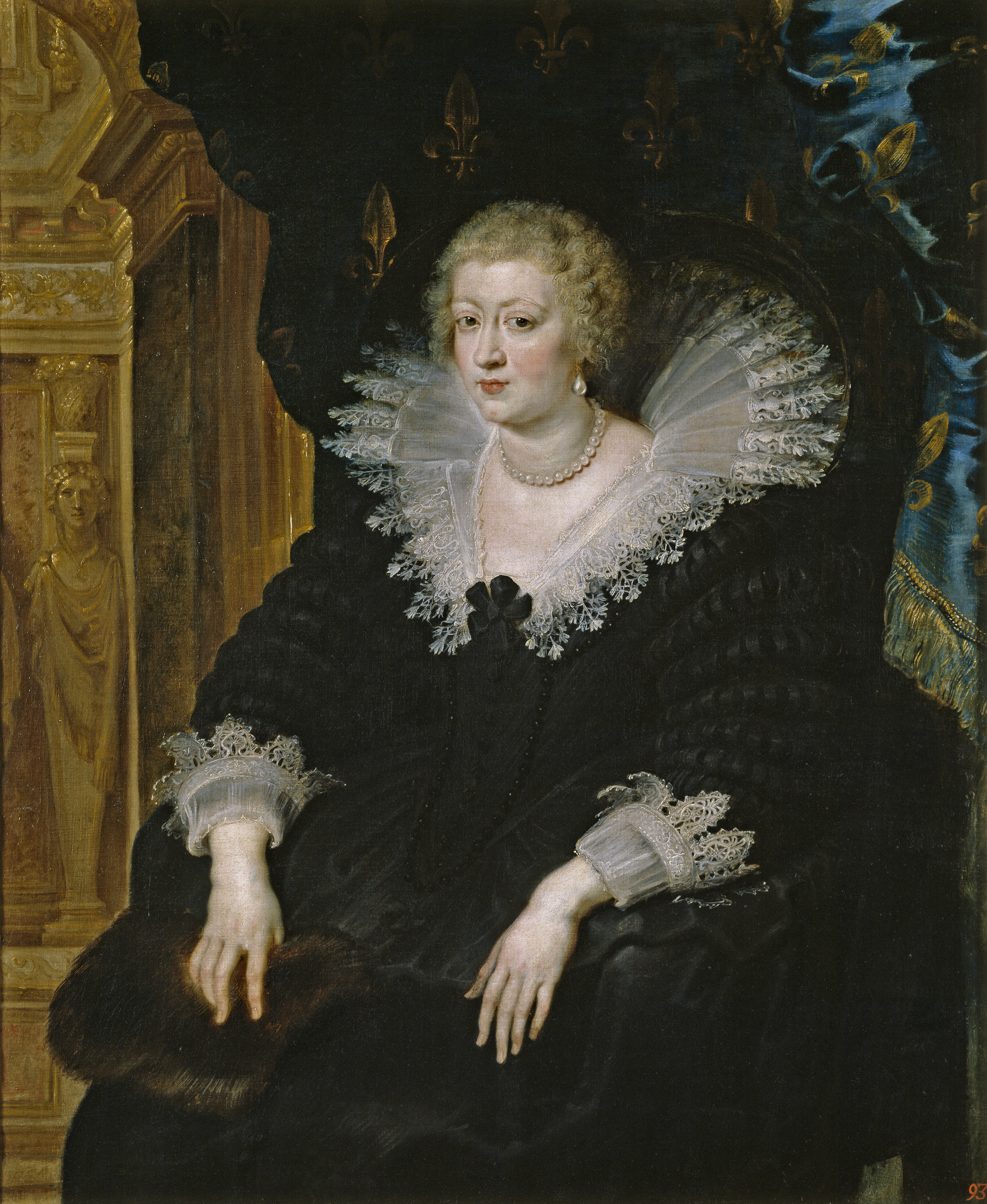
Anne d'Autriche
peinte par Rubens en 1622, musée du Prado.

Installée dans les appartements du Louvre avec sa suite, Anne d'Autriche, délaissée, reçoit cependant tous les égards dus à son rang. D'une part, Marie de Médicis continue à porter avec hauteur le titre de reine de France, sans la moindre déférence à l'égard de sa belle-fille. D'autre part, Louis XIII continue de se désintéresser d'elle, bien qu'elle soit considérée comme une belle femme. Le roi, de nature complexe, est timide, ce qui l'empêche de s'accorder avec elle. Entourée par une petite cour peuplée d'une centaine de dames espagnoles, elle continue à vivre à la mode espagnole et son français est encore très hésitant. Anne éprouve ainsi des difficultés à communiquer avec sa nouvelle famille. Enfin, elle partage avec son époux une timidité et une inexpérience qui n'arrangent pas la situation.
L'assassinat de Concini et le coup d'État de Louis XIII contre sa mère en 1617 font évoluer cette situation. Conscient du problème diplomatique et dynastique que cause l'indifférence du roi à l'égard de la reine, le duc de Luynes, nouveau favori, tente d'y remédier. Tout d'abord, il fait chasser la cour espagnole d'Anne d'Autriche et remplacer les dames d'atours espagnoles par des Françaises. La comtesse Inés de la Torre, Première dame d'honneur, est remplacée par Marie de Rohan, la propre femme du duc de Luynes (la future duchesse de Chevreuse), surintendante de la maison de la Reine. On trouve également dans son entourage la princesse de Conti, Madame du Vernet (une sœur de Luynes) et Gabrielle-Angélique de Verneuil, la fille d'Henri IV et d'Henriette d'Entragues. Le duc organise des rendez-vous intimes entre Anne et le roi. Sous l'influence de Mme de Luynes, la reine commence à s'habiller et à se comporter comme une Française. On lui fait porter des décolletés. Elle ne portait jusque-là que des robes espagnoles ne laissant voir aucune partie du corps. On considérait d'ailleurs Anne comme trop rigide et trop prude. Au printemps 1619, Luynes finit par forcer le roi à coucher avec la reine. À partir de ce moment, les relations entre Anne et Louis XIII ne cessent de s'améliorer et Louis reste longuement à son chevet lors de sa grave maladie en janvier 1620. Toutefois, Anne n'est pas admise au Conseil, alors que la reine mère y siège, la privant de tout rôle politique, contrariant les volontés de son père.

## La mésentente

### Sous l'influence de la duchesse de Chevreuse

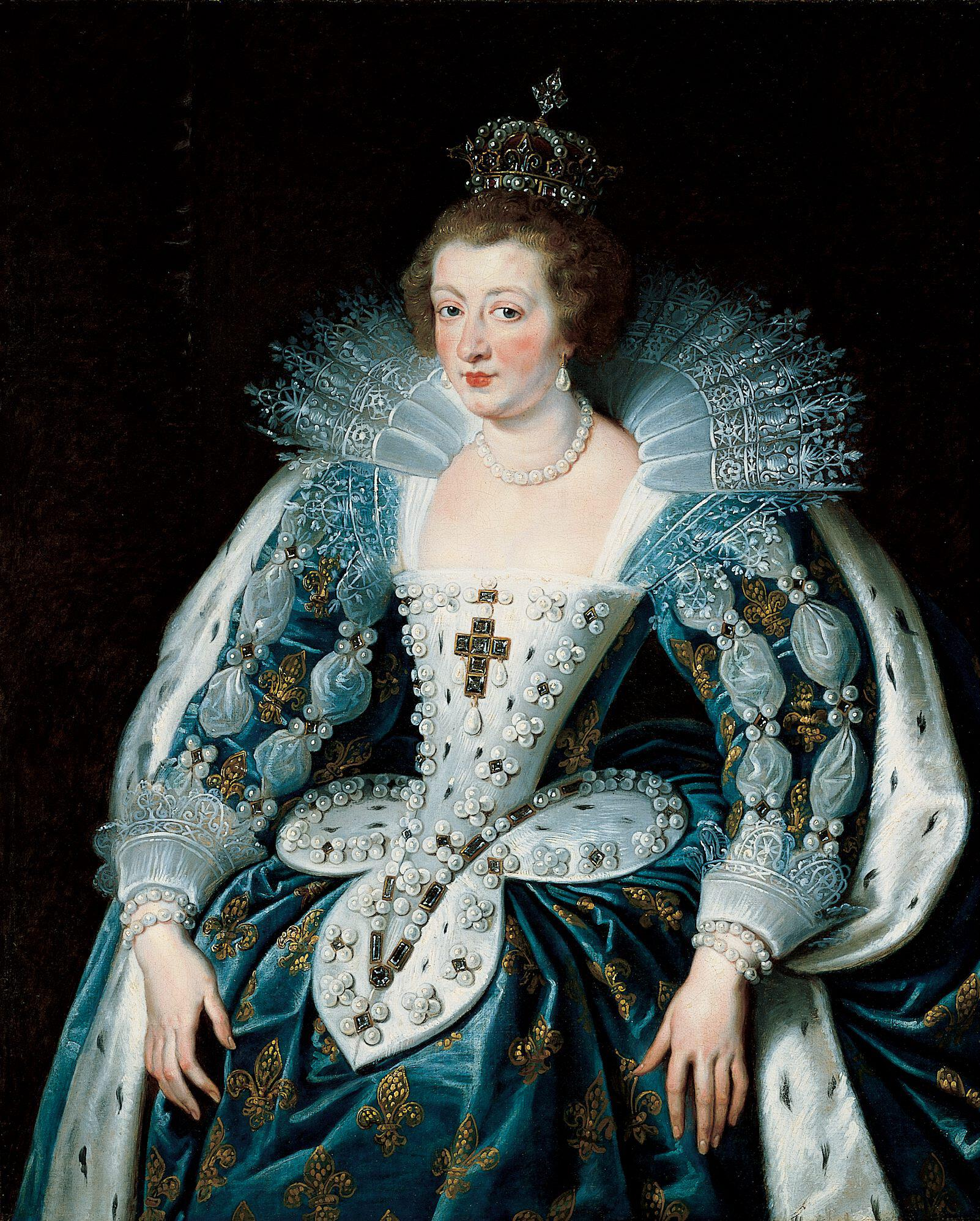
Anne d'Autriche en costume de sacre (portrait des années 1620).

La lune de miel dure peu. La mésentente s'installe à nouveau entre les souverains. Tout d'abord, Anne fait plusieurs fausses couches, mécontentant le roi. Le 14 mars 1622, enceinte sans le savoir, alors qu'elle joue avec ses dames d'atours dans les galeries du Louvre mal éclairées, Anne bute contre une estrade. Le soir, un médecin lui annonce qu’elle a accouché d’un embryon de quarante à quarante-deux jours. Louis XIII est furieux contre elle, mais plus encore contre Mme de Luynes, impardonnable à ses yeux d'avoir entraîné la reine enceinte dans une telle imprudence. À partir de cette époque, le roi supporte de plus en plus mal l'influence que Mme de Luynes exerce sur son épouse. L'antipathie de la duchesse pour le roi est réciproque et lourde de conséquences pour le couple royal. La situation se détériore d'autant plus que le duc de Luynes, responsable de l'entente conjugale, est mort l'année précédente et que le roi est accaparé par la guerre contre les protestants.
Le roi écarte pour un temps Marie de Rohan en lui retirant les fonctions de surintendante auprès de la reine. Mais son remariage avec le duc de Chevreuse, un membre de la puissante Maison de Lorraine, la rend intouchable. Anne continue de fréquenter la duchesse ou à correspondre avec elle lorsqu'elle en est réduite à l'exil. La duchesse, qui n'aime pas le roi, continue d'exercer une influence sur Anne.

### L'affaire Buckingham
En 1625, une alliance matrimoniale est conclue entre la France et l'Angleterre. Le 11 mai Henriette-Marie, Madame de France, sœur de Louis XIII, épouse par procuration le nouveau roi d'Angleterre Charles Ier. Le duc de Buckingham, favori du feu roi, est chargé d'escorter la princesse. Selon l'usage, la Cour de France accompagne Henriette jusqu'à la frontière. Anne d'Autriche est du voyage ainsi que la reine mère (Louis XIII est resté à Paris). C'est au cours de ce voyage que Buckingham fait une cour pressante à Anne. À l'étape d'Amiens, le 14 juin 1625, Marie de Rohan, désormais duchesse de Chevreuse, s'arrange pour isoler dans le jardin de l'archevêché Anne et Buckingham du reste de la Cour. Selon les Mémoires de Pierre de La Porte, valet de chambre de la reine, le duc se montre entreprenant, Anne pousse un cri. La suite royale accourt alors que Buckingham s'éclipse. Finalement le 22 juin 1625, le duc de Buckingham embarque à Boulogne avec la jeune épouse du roi Charles.
L'incident d'Amiens fait le tour des Cours européennes et touche fatalement l'amour-propre de Louis XIII, alors que les relations conjugales du couple sont déjà tendues. Buckingham se voit interdire le sol français. Plus tard, La Rochefoucauld invente dans ses mémoires cette histoire de ferrets offerts au duc, laquelle est reprise par Alexandre Dumas dans Les Trois Mousquetaires.

### L'adversaire de Richelieu

#### Des époux profondément brouillés
La mésentente perdure entre les souverains. En effet, l'absence d'héritier direct après seize ans de mariage constitue la première des raisons de mésentente et fragilise la dynastie, car la reine mère Marie de Médicis ou le frère du roi Gaston de France, héritier présomptif, échafaudent des intrigues à l'intérieur ou à l'extérieur du royaume. De plus, la présence, au plus près du roi, de son ministre Richelieu, acteur de la lutte contre la maison d'Autriche, constitue une autre raison. Or si la Reine n'a pas d'influence politique (elle ne participe pas au Grand Conseil), elle n'en reste pas moins proche de sa famille espagnole et ressent vis-à-vis du ministre une hostilité qu'elle partage avec le parti dévot et les Grands du royaume.
Toujours sous l'influence de la duchesse de Chevreuse, la reine se laisse entraîner dans l'opposition, défiant la politique absolutiste du cardinal de Richelieu, nouveau Premier ministre du roi à partir de 1624. La duchesse de Chevreuse la compromet dans plusieurs complots contre celui-ci. Plusieurs rumeurs de trahison visent la reine, mais sans réel élément à charge, notamment concernant sa participation aux conspirations de Chalais, puis de Cinq-Mars.

#### La Reine entre deux feux

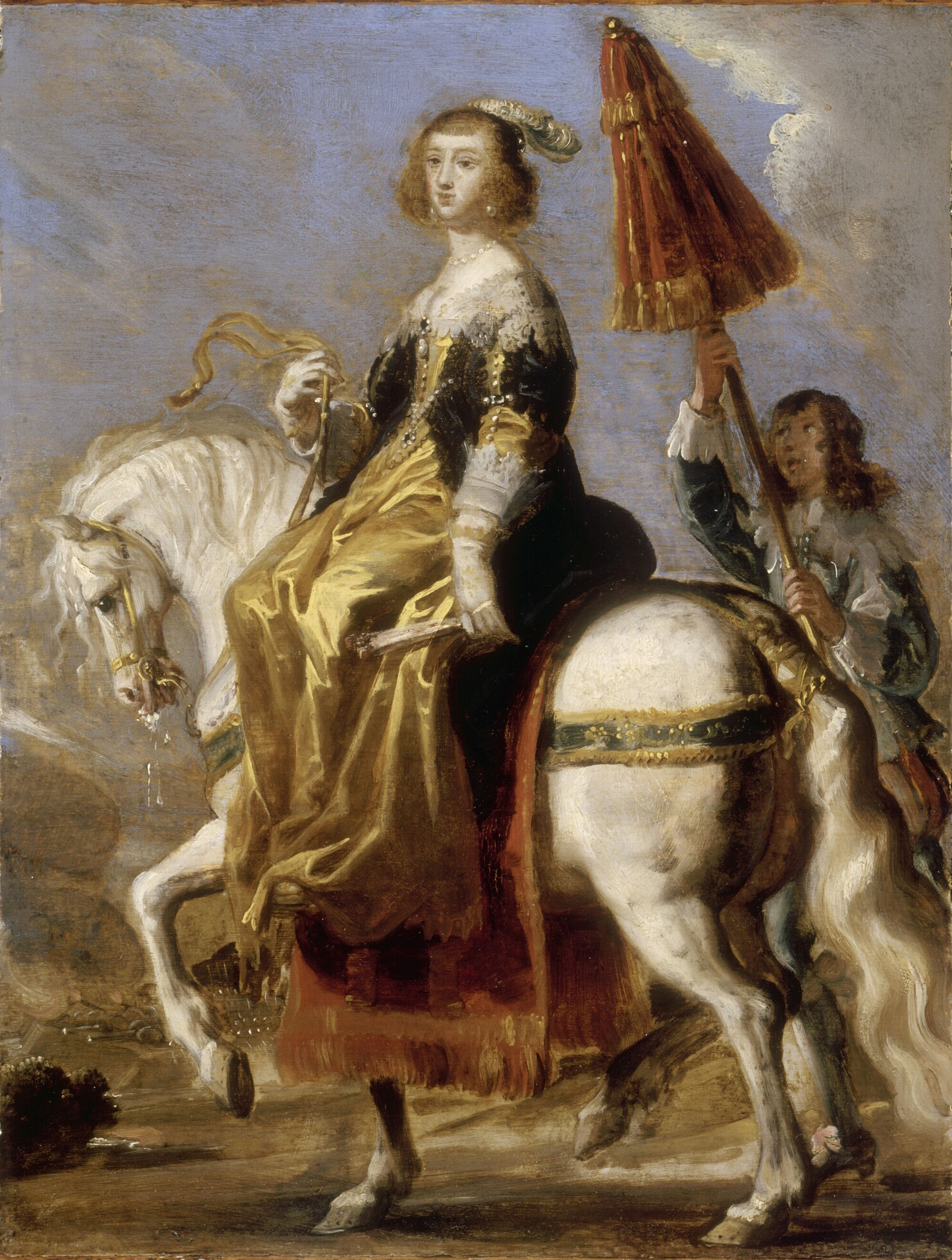
Anne d'Autriche montant à cheval, par Jean de Saint-Igny, Versailles.

En 1635, la France déclare la guerre à l'Espagne, plaçant Anne d'Autriche dans une position encore plus délicate. En effet, la correspondance secrète qu'elle entretient avec le roi d'Espagne Philippe IV, son frère, va au-delà des nécessités de la simple affection fraternelle. Deux ans plus tard, en août 1637, Anne est suspectée. Sur l'ordre de Louis XIII, une enquête policière est menée sur les activités de la Reine. On perquisitionne l'abbaye du Val-de-Grâce où Anne a l'habitude de se réfugier. Comble de l'humiliation, Louis XIII l'oblige à signer des aveux concernant cette correspondance, et son courrier est désormais ouvert. Son entourage est épuré (la trop remuante duchesse de Chevreuse doit s'enfuir en Espagne) et ses sorties surveillées.

#### Une naissance tardive
Malgré ce climat de méfiance, la reine est enceinte peu après. Plusieurs mémorialistes attribuent ce rapprochement inespéré des deux époux à un orage providentiel qui, empêchant Louis XIII de rejoindre Saint-Maur, l'aurait forcé à passer la nuit chez la reine, au Louvre. Si certains placent la semaine « présumée de conception » de Louis XIV au 30 novembre 1637, semaine où le couple royal séjournait à Saint-Germain (ce qui démentirait cette tradition), d'autres affirment que le futur souverain a été conçu le 5 décembre 1637, pile neuf mois avant sa naissance (le 5 septembre 1638),.
Certains attribuent cette naissance aux nombreux pèlerinages que la souveraine effectua à l'église Notre-Dame-de-Bonne-Nouvelle dont elle avait elle-même posé la première pierre en avril 1628, sur l'emplacement d'une ancienne chapelle de l'Annonciation détruite par la Ligue en 1591.
Pour le roi Louis XIII, pour la reine, et le futur souverain Louis XIV, cette naissance tant attendue est le fruit de l'intercession par le frère Fiacre auprès de Notre-Dame de Grâces auprès de laquelle il termine trois neuvaines de prières afin d'obtenir « un héritier pour la couronne de France ». Les neuvaines sont dites par le religieux du 8 novembre au 5 décembre 1637,.

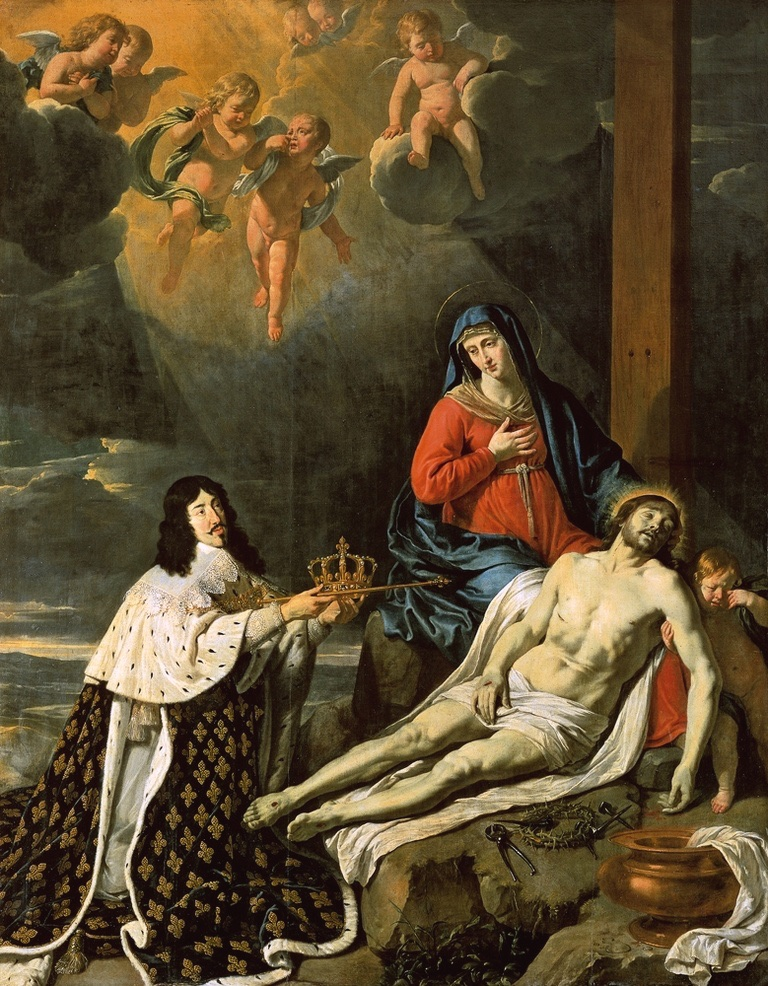
Le Vœu de Louis XIII, par Philippe de Champaigne (1638).

En janvier 1639, la reine prend conscience qu'elle est à nouveau enceinte (du futur Philippe de France, ou « Monsieur », frère cadet du futur Louis XIV). Le 6 février 1638, la reine ceint la relique de la ceinture de la Vierge du Puy-Notre-Dame. Le lendemain, le roi et la reine reçoivent officiellement le frère Fiacre pour s'entretenir avec lui sur les visions qu'il dit avoir eues de la Vierge Marie et de la promesse d'un héritier pour la couronne. À l'issue de l'entretien, le roi missionne officiellement le religieux pour aller à l'église Notre-Dame-de-Grâces de Cotignac, en son nom, faire une neuvaine de messes pour la bonne naissance du dauphin,,,.
Le 10 février, en remerciements à la Vierge pour cet enfant à naître, le roi signe le Vœu de Louis XIII, consacrant le royaume de France à la Vierge Marie, et faisant du 15 août un jour férié dans tout le royaume. En 1644, la reine faisant venir auprès d'elle le frère Fiacre lui dira : « Je n'ai pas perdu de vue la grâce signalée que vous m'avez obtenue de la Sainte Vierge, qui m'a obtenu un fils ». Et à cette occasion, elle lui confie une mission personnelle : porter un présent à la Vierge Marie dans l’église Notre-Dame-de-Grâces de Cotignac, en remerciement de la naissance de son fils,. En 1660, Louis XIV et sa mère se rendront en personne à Cotignac pour y prier et remercier la Vierge, puis en 1661 et 1667, le roi fera porter des présents au sanctuaire de Cotignac par le frère Fiacre, en son nom,.
Après deux (ou quatre) fausses couches, Louis Dieudonné naît le 5 septembre 1638, à Saint-Germain-en-Laye,. Cependant, cette naissance, suivie de celle de son frère Philippe, ne suffit pas à rétablir la confiance entre les deux époux.

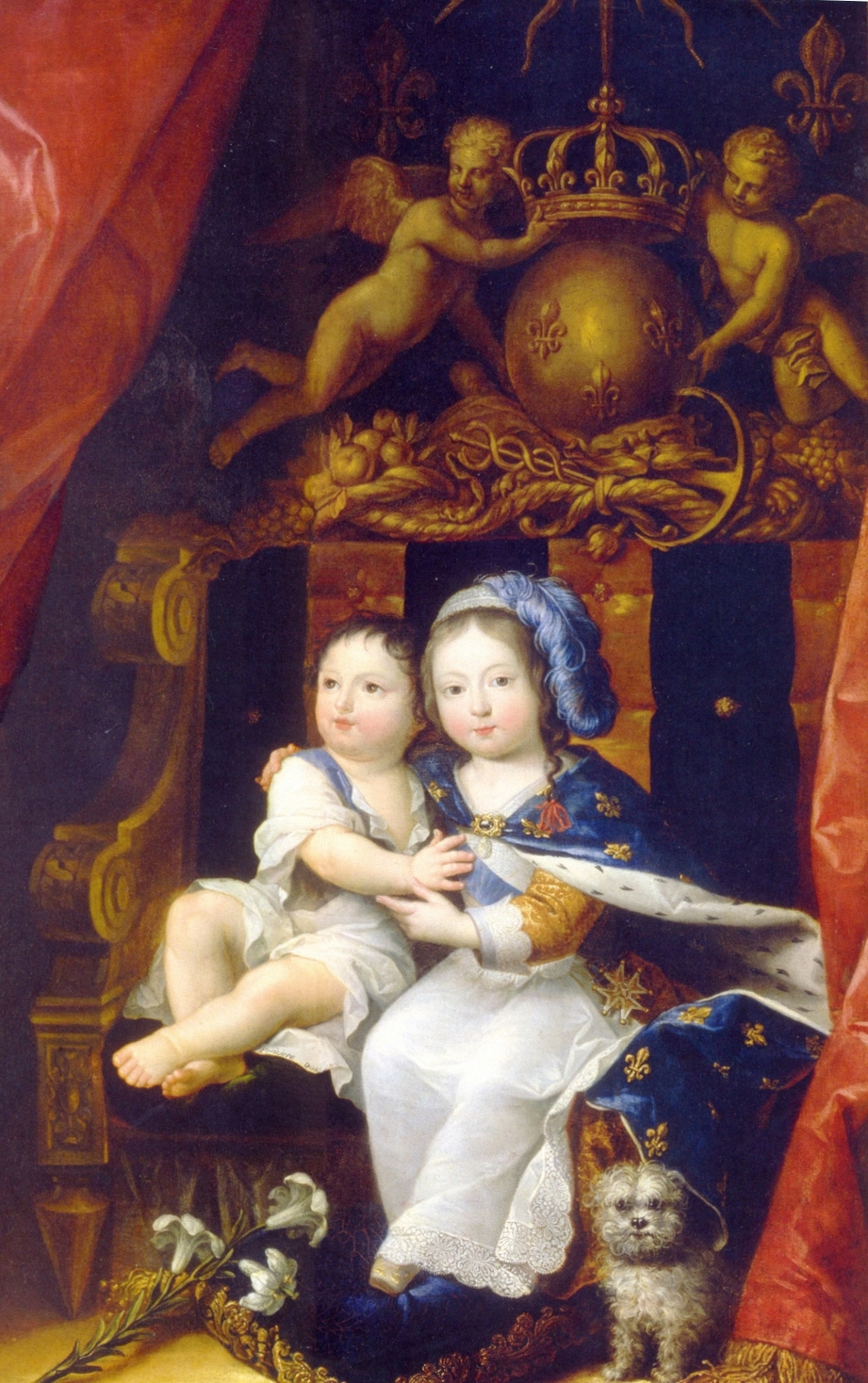
Le futur Louis XIV à droite et son petit frère Philippe d'Orléans à gauche, fils de Louis XIII.
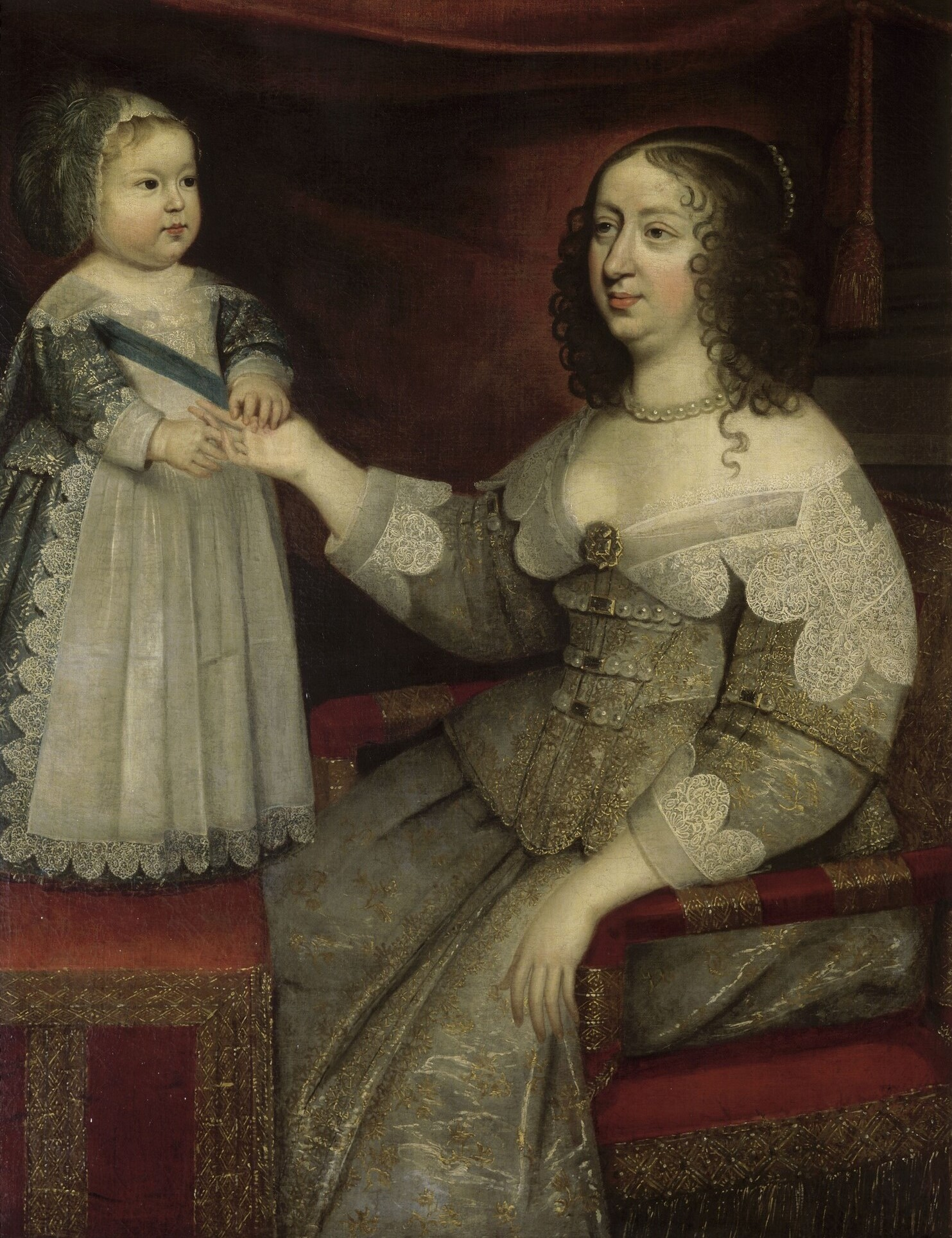
Anne d'Autriche et le futur roi Louis XIV, qui porte une plume au béguin assorti à sa robe et un tablier richement orné de broderies et de dentelles.
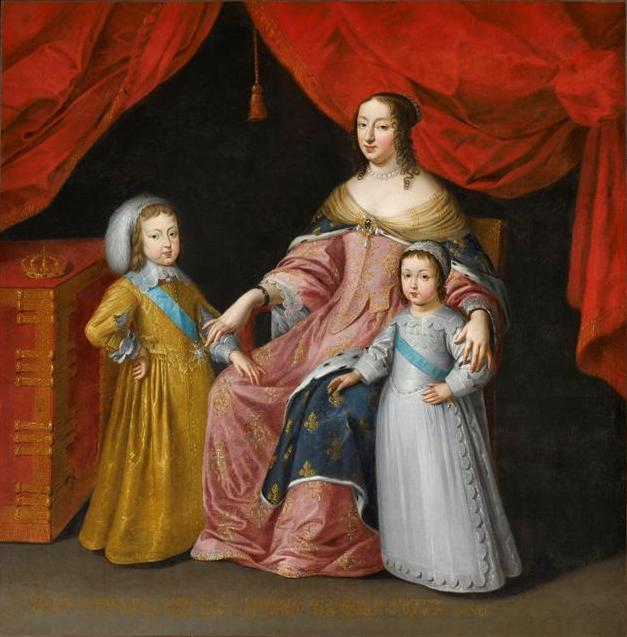
Anne d'Autriche et ses deux enfants, le futur Louis XIV, et Philippe, duc d'Orléans.
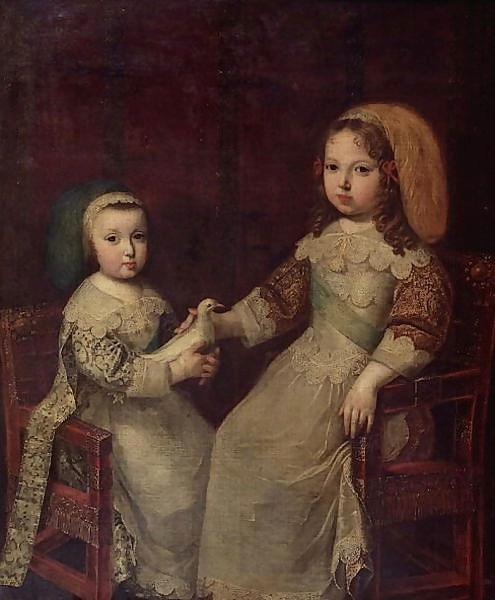
Le jeune Louis et son frère Philippe.

## La Régence

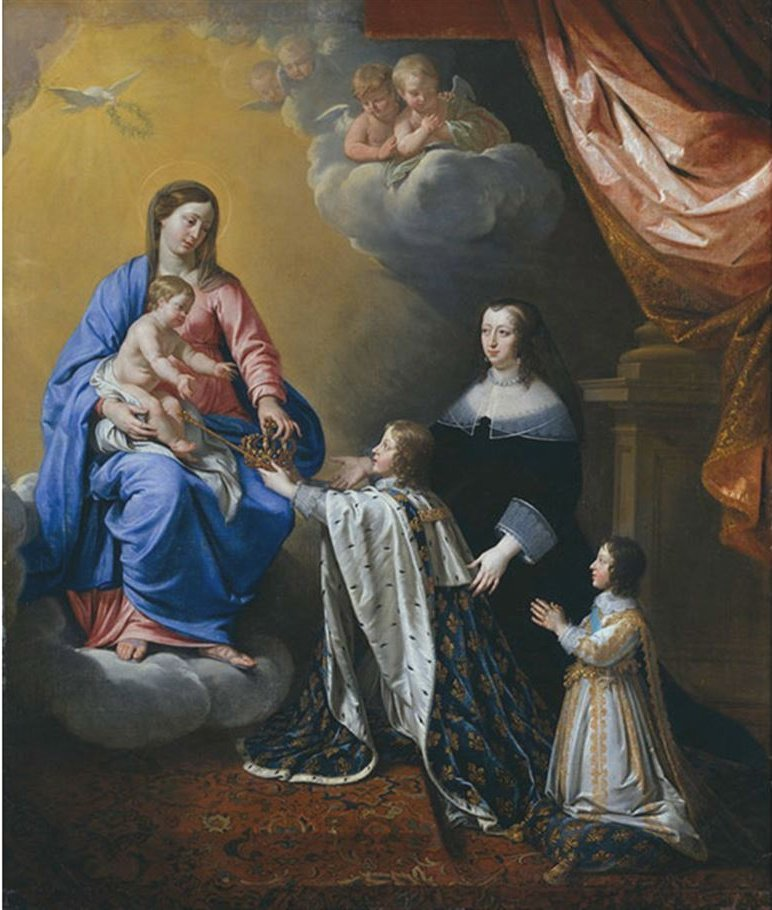
La régente Anne d'Autriche et ses deux fils par Champaigne.

### Les débuts

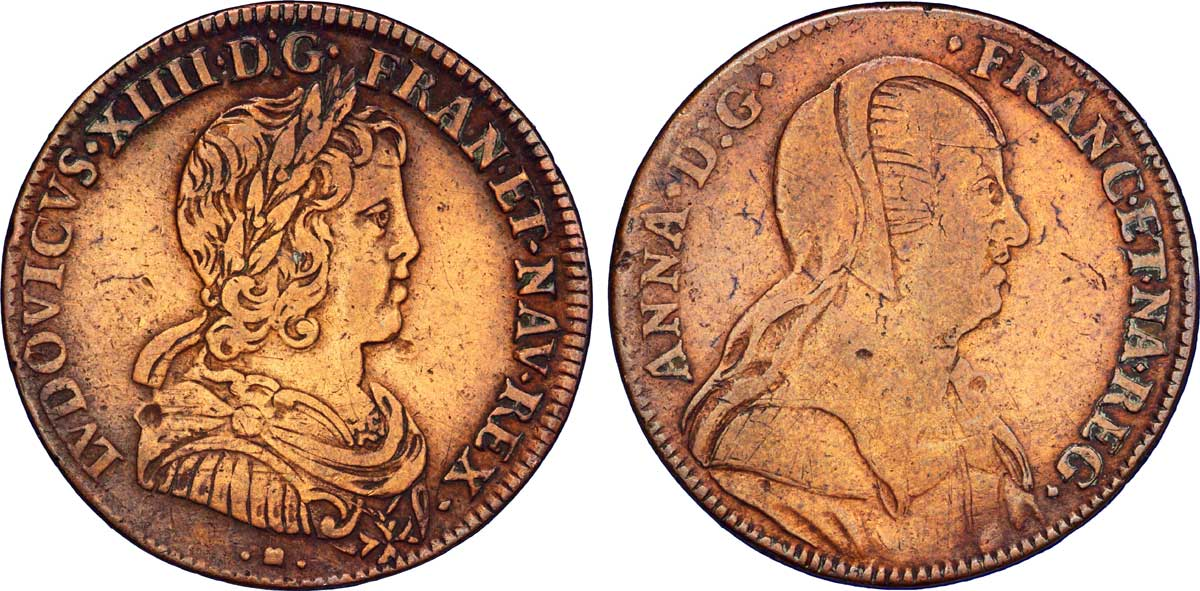
Jeton dont l’avers est à l’effigie d’Anne d’Autriche et le revers à celle de Louis XIV, années 1643-1646.

Richelieu meurt le 4 décembre 1642, suivi par Louis XIII le 14 mai 1643. Selon la tradition, Anne d'Autriche est nommée régente du royaume (le 18 mai 1643). Pourtant, Louis XIII, qui n'avait aucune confiance en la reine et en son frère, a préalablement organisé auprès d'elle un Conseil de régence comprenant Monsieur, Gaston de France, et Henri de Condé en tant que premier prince de sang, assistés des ministres de Richelieu, Mazarin, Le Bouthiller, Chavigny et le chancelier Séguier. Les décisions doivent être prises à la pluralité des votes. Cinq jours après la mort de son mari, et avec l'aide du chancelier, Anne convoque le Parlement de Paris en lit de justice et fait casser le testament de Louis XIII, qui limitait ses prérogatives. Les membres du Parlement en profitent pour stigmatiser l'absolutisme du règne précédent, augurant des révoltes futures de l'Institution.
La régente quitte alors les appartements incommodes du Louvre et s'installe au Palais-Cardinal, légué par Richelieu à Louis XIII, pour profiter du jardin où peuvent jouer le jeune Louis XIV et son frère. Le Palais-Cardinal devient le Palais-Royal.
À la stupéfaction générale, elle nomme le cardinal Mazarin, déjà présent dans le Conseil de régence, comme son principal ministre. On la soupçonne d'ailleurs d'avoir ultérieurement contracté un mariage secret avec lui, sans qu'aucun élément probant ne soit jamais apporté. Anne écarte Le Bouthillier et son fils Chavigny, mais garde Séguier. La faveur de Mazarin et la poursuite de la guerre contre l'Espagne engendrent des déceptions parmi les Grands du royaume. Anne marque aussi une distance vis-à-vis de ses amies (la duchesse de Chevreuse, Marie de Hautefort) rentrées d'exil.
Une première cabale menée par le duc de Beaufort dès l'été 1643 est matée par Mazarin. Beaufort est envoyé en prison et ses comparses sont réduits à l'exil.
Inexpérimentée, la Régente a l'intelligence de s'appuyer sur les avis de son ministre et de le soutenir. Prenant conscience qu'elle se doit de laisser à son fils un royaume fort, elle adhère à la politique d'abaissement de la Maison d'Autriche que Mazarin poursuit sur les traces de Richelieu. Mazarin prend également en charge l'éducation politique et militaire du jeune roi, Anne se réservant l'éducation religieuse et morale.

### Les révoltes

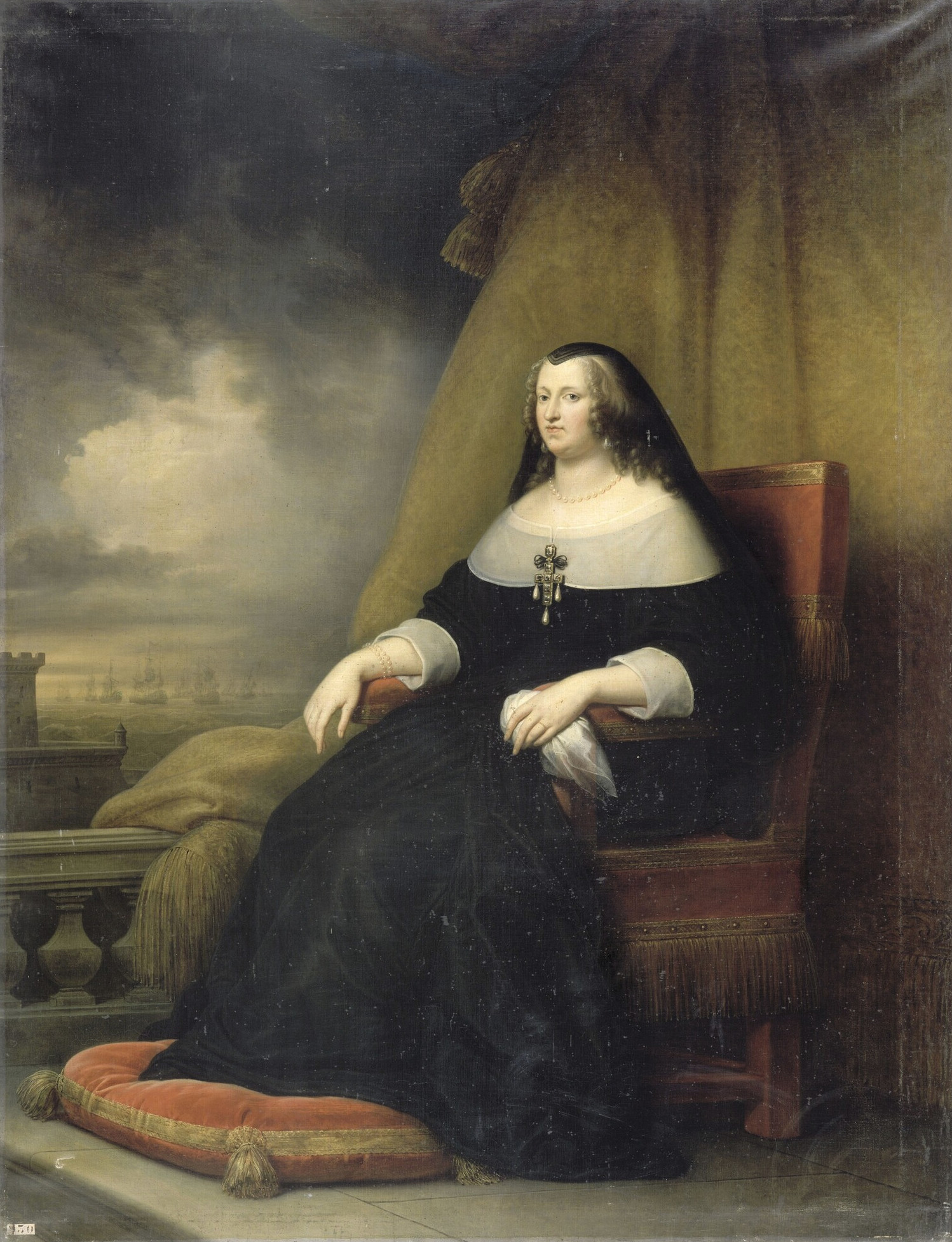
Anne d'Autriche en habits de veuve, par Charles de Steuben, Versailles.

Face à la révolte du Parlement, Anne d'Autriche est tentée d'employer la force, mais Mazarin lui conseille la modération. En janvier 1649, la reine mère et son fils, âgé de 11 ans, quittent le palais du Louvre, par la porte de la Conférence, pour Saint-Germain et laissent Condé investir la capitale. L'apaisement obtenu par le traité de Saint-Germain est fragile et n'évite pas la révolte des princes, puis l'alliance des deux Frondes déclenchant une guerre civile perdurant jusqu'en 1652.
Durant ce long conflit, Anne d'Autriche accompagne son fils dans une vie itinérante, laissée aux hasards des campagnes. Elle s'appuie sur Mazarin qu'elle soutient, y compris pendant les deux exils volontaires de ce dernier, et ceci malgré les humiliations et les pamphlets perfides qui l'atteignent personnellement.
Le 5 septembre 1651, Louis XIV atteint la majorité fixée à treize ans. Deux jours plus tard, devant le Parlement, Anne d'Autriche transmet officiellement les pouvoirs régaliens à son fils qui lui répond :
« Madame, je vous remercie du soin qu'il vous a plu de prendre de mon éducation et de l'administration de mon royaume. Je vous prie de continuer à me donner vos bons avis, et je désire qu'après moi vous soyez le chef de mon Conseil »
Anne continue à siéger auprès du roi jusqu'à la mort de Mazarin en 1661.

## Fin de vie

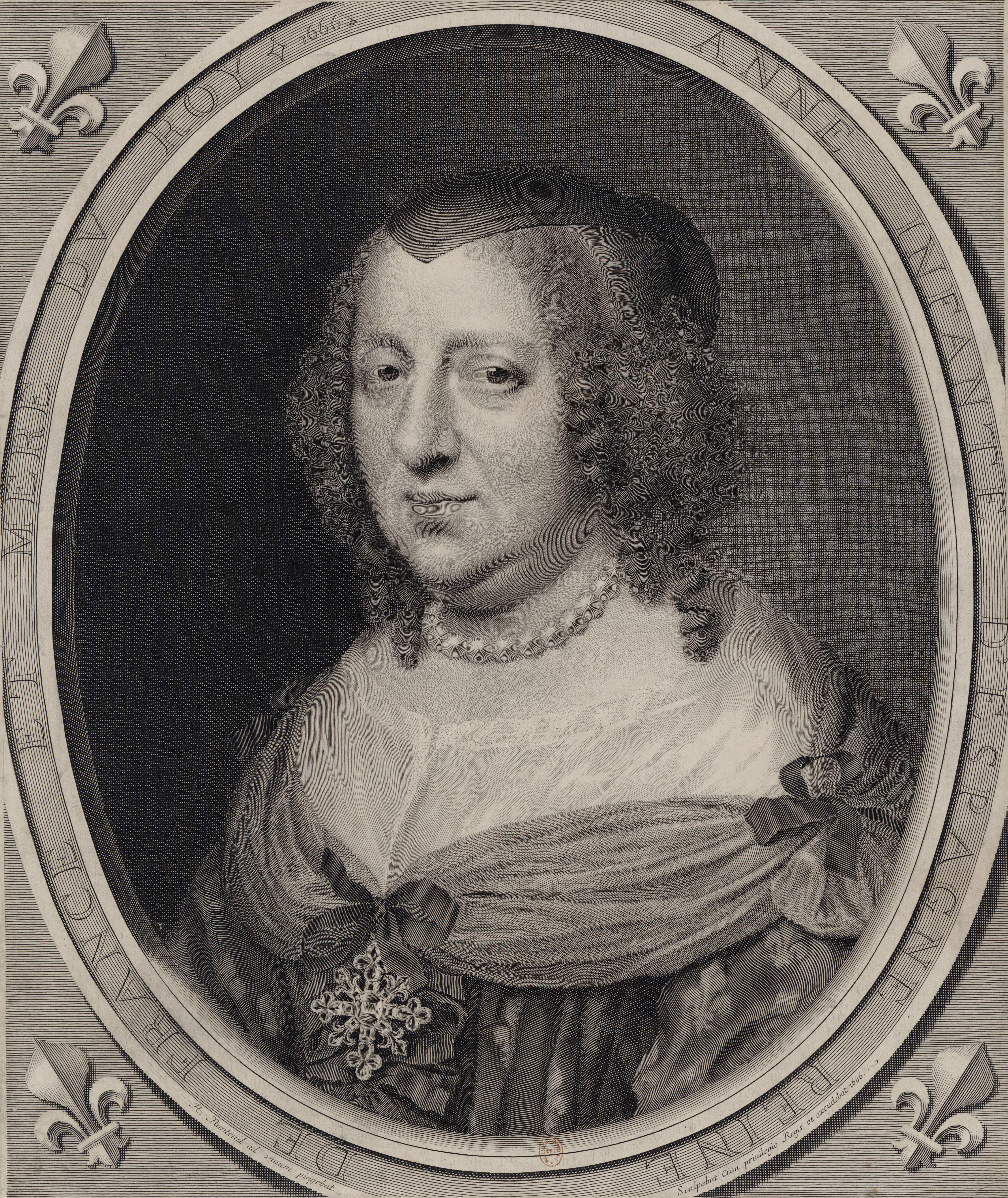
Dernier portrait d'Anne d'Autriche, par Nanteuil.

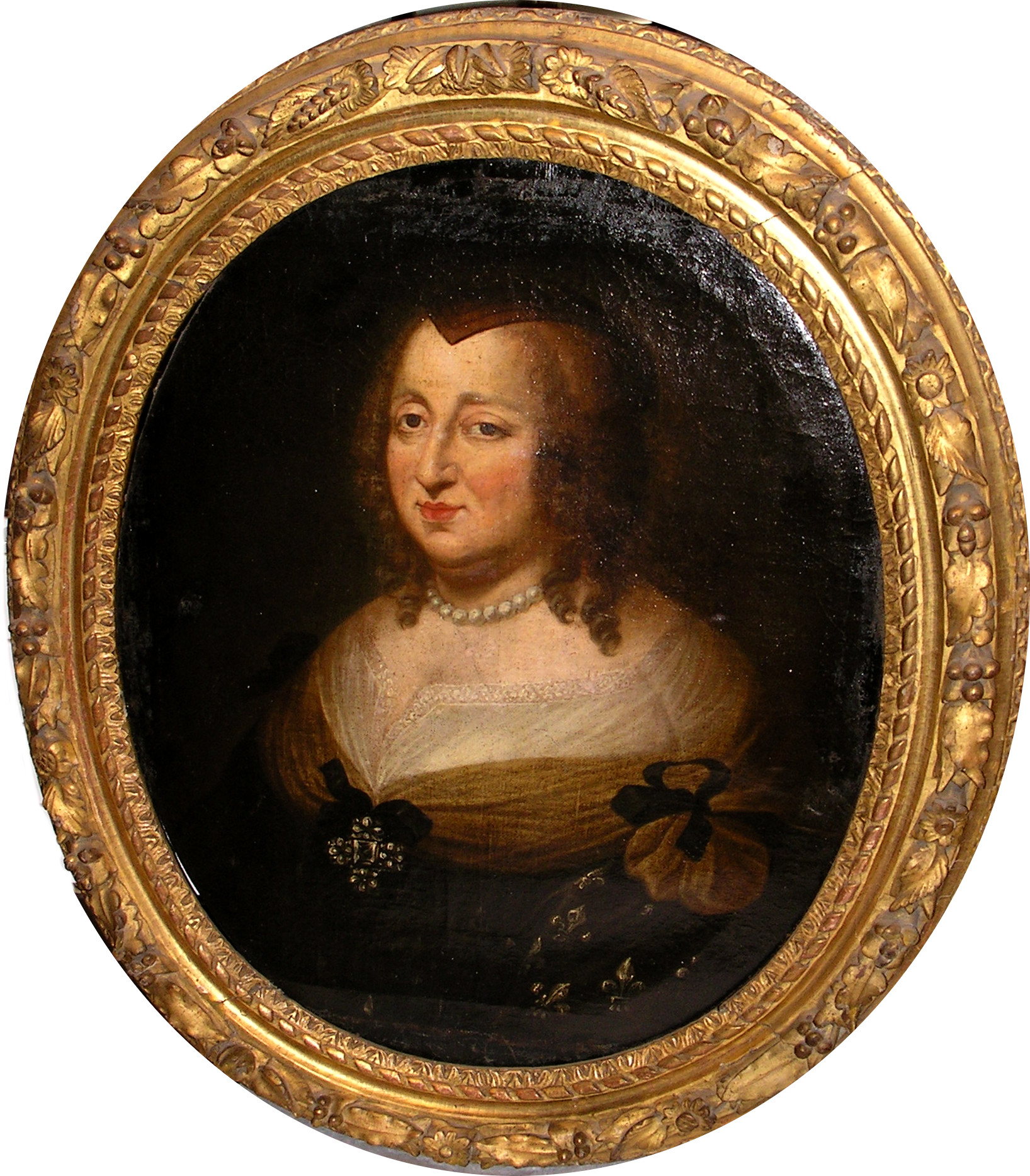
D'après Pierre Mignard, portrait d'Anne d'Autriche, vers 1660, musée Charles Friry, Remiremont.

En 1661, après le décès de Mazarin, elle s'affirme comme le principal soutien de la Compagnie du Saint-Sacrement, et se retire régulièrement dans l'abbaye du Val-de-Grâce et ne participe pas à la politique.
Anne, qui a toujours joui d'une bonne santé, est atteinte d'un cancer du sein à 64 ans et s'éteint le 20 janvier 1666. Le roi, qui attendait dans l'antichambre pendant l'agonie de sa mère, s'évanouit en l'apprenant.
Alors qu'un conseiller tente de réconforter Louis XIV en lui disant « Ce fut une grande Reine ! », Louis répond solennellement : « Non monsieur, plus qu'une grande Reine, elle fut un grand Roi ».
Les contemporains expriment également leur admiration, comme Mlle de Scudéry, auteur des vers suivants :
Elle sut mépriser les caprices du sort,

Regarder sans horreur les horreurs de la mort,

Affermir un grand trône et le quitter sans peine ;

Et pour tout dire enfin, vivre et mourir en reine.
Peu avant de mourir, elle demande expressément à ne se faire retirer que le cœur, qui est porté à la chapelle Sainte-Anne (nommée la « chapelle des cœurs » renfermant les cœurs embaumés de 45 rois et reines de France) de l'église Notre-Dame du Val-de-Grâce.
En 1793, lors de la profanation de cette chapelle, l'architecte Louis François Petit-Radel s'empare de l'urne reliquaire en vermeil contenant notamment le cœur d'Anne d'Autriche, le vend ou l'échange contre des tableaux à des peintres qui recherchaient la substance issue de l'embaumement ou « mummie » — très rare et hors de prix — alors réputée, une fois mêlée à de l'huile, pour donner un glacis incomparable aux tableaux.
Son Oraison funèbre fut prononcée par Cosme Roger, prêtre et moine feuillant

## Descendance
Après vingt-deux ans de stérilité, Anne donne un héritier au royaume de France puis un second enfant à Louis XIII dont la santé fragile et la religiosité expliquent une entente conjugale difficile :
1. Louis Dieudonné (1638-1715), roi de France et de Navarre (1643-1715) sous le nom de Louis XIV, épouse en 1660 sa cousine Marie-Thérèse d'Autriche, infante d'Espagne (1638-1683), d'où six enfants, puis secrètement Françoise d'Aubigné, veuve Scarron, marquise de Maintenon (1635-1719) ;
2. Philippe de France (1640-1701), duc d'Anjou, puis duc d'Orléans, Monsieur, épouse en 1661 sa cousine la princesse Henriette d'Angleterre (1644-1670) d'où six enfants, puis en 1671 Élisabeth-Charlotte du Palatinat (Liselotte) (1652-1722) d'où trois enfants.

## Fiction

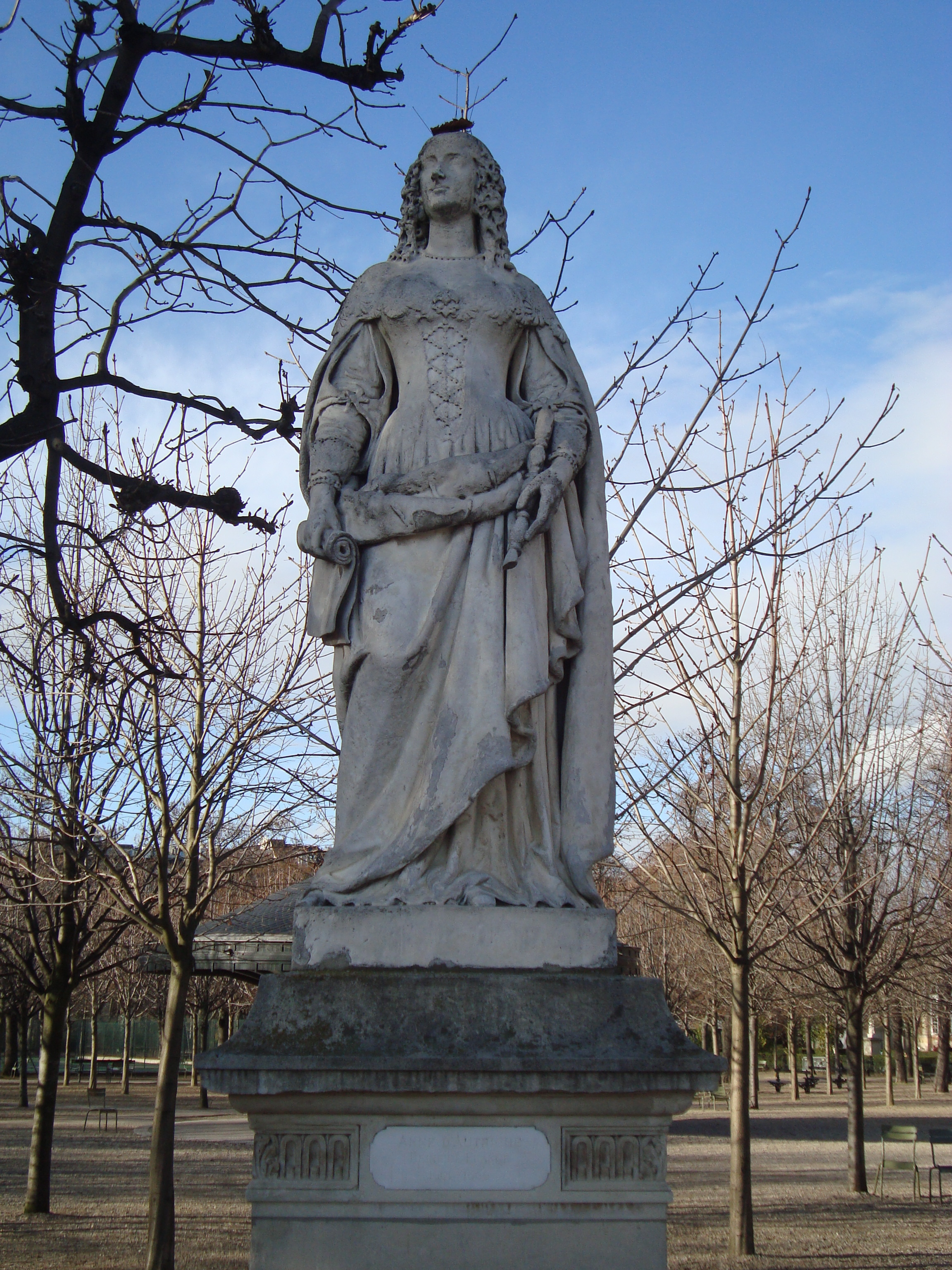
Statue d'Anne d'Autriche dans la série Reines de France et Femmes illustres du jardin du Luxembourg.

- De nombreux opuscules, provenant le plus souvent des Hollandais, alors fortement hostiles à la France, affublent la reine d'une liste impressionnante d'amants. La principale source de ces marottes est un petit livre attribué à un certain Pierre Le Noble, assez rare, imprimé à Cologne en 1692, sous ce titre : Les amours d'Anne d'Autriche, épouse de Louis XIII, avec M. le C. D. R., le véritable père de Louis XIV, roi de France ; où l'on voit au long comment on s'y prit pour donner un héritier à la couronne, les ressorts qu'on fit jouer pour cela, et enfin le dénouement de cette comédie[31]. Aucun historien sérieux ne donne crédit à ces accusations fantaisistes. Cette hypothèse a d'ailleurs été réduite à néant depuis la confrontation génétique entre l'ADN de la tête d'Henri IV et le sang de Louis XVI recueilli dans une gourde, qui a montré une filiation directe par les pères, donc une absence de filiation adultérine entre ces deux souverains français[32].
- On lui a prêté une intrigue amoureuse avec George Villiers de Buckingham, intrigue qui constitue une partie de la trame des Trois Mousquetaires, roman-feuilleton (1844) d'Alexandre Dumas. Mais là encore, rien ne fut jamais prouvé, en dehors des visibles assiduités de Buckingham à son égard, et la grande piété de la reine plaide plutôt pour une relation amicale ou un amour platonique.
- Son génie politique en tant que régente est traité dans le film de Roger Planchon, Louis, enfant roi (1992) où elle est interprétée par Carmen Maura.
- Dans le film de Randall Wallace, L'Homme au Masque de fer (The Man in the Iron Mask) réalisé en 1998, le réalisateur prête à Anne d'Autriche, jouée par Anne Parillaud, une relation plus qu'intime avec le mousquetaire d'Artagnan, sans aucune référence historique.
- Dans le film américain D'Artagnan de Peter Hyams, sorti en 2001, c'est Catherine Deneuve qui campe la souveraine.
- Dans le téléfilm La Reine et le Cardinal, diffusé en février 2009 sur France 2, Marc Rivière en fait avec insistance la maîtresse du cardinal Mazarin. Anne est interprétée par Alessandra Martines.
- Alexandra Dowling prend le rôle dans la série télévisée britannique The Musketeers, adapté pour la BBC par Adrian Hodges (en) (2014-2015). Elle connaît une relation intime avec Aramis, intrigue secondaire de la saison 2 et principale de la saison 3.
- Elle est vue en jeune épouse dans Les Trois Mousquetaires (The Three Musketeers) de Stephen Herek. Son rôle est tenu par l'actrice Gabrielle Anwar.
- Dans le film Les Trois Mousquetaires de Paul W.S. Anderson, sorti en 2011, la reine est interprétée par l'actrice Juno Temple.
- Dominique Blanc incarne une Anne d'Autriche vieillissante, dans les deux premiers épisodes de la série télévisée Versailles (2015).
- Dans le diptyque Les Trois Mousquetaires : D'Artagnan et Les Trois Mousquetaires : Milady (2023) de Martin Bourboulon, elle est incarnée par Vicky Krieps.

## Documentaire
En 2010, un documentaire-fiction, intitulé Anne d'Autriche, mystérieuse mère du Roi Soleil, lui est consacré dans le cadre de l'émission Secrets d'Histoire, présentée par Stéphane Bern.
Le documentaire retrace les grandes étapes de sa vie, notamment son mariage avec le jeune Louis XIII à l’âge de quatorze ans, ses premières années à la cour durant lesquelles elle est restée dans l'ombre de Marie de Médicis ou encore sa rivalité avec le cardinal de Richelieu.
La Mini série historique Une amitié dangereuse en 4 épisodes d'Alain Tasma, sortie en 2024 retrace la difficulté qu'Anne d'Autriche rencontre avec son époux Louis XIII sur leur sexualité. La série interroge leur vie conjugale, les intrigues que le duc de Luynes et Mme de Luynes ont dû mettre en œuvre pour forcer le roi à avoir des relations sexuelles avec Anne d'Autriche. Tout ça dans le but d'avoir un héritier dans les premières années de règne de Louis XIII. Ainsi que sur la longue mésentente des époux qui suivra après la fausse couche,.